# حضارة حفيت
حضارة حفيت تمتد هذه الحضارة من 3200 ق. م إلى 2500 ق. م ، تؤرخ حضارة حفيت لبداية العصر البرونزي في دولة  الإمارات العربية المتحدة ، حيث أظهرت عمليات التنقيب عن الآثار التي قامت بها البعثة الدنماركية منذ عام 1959 ، أن الإنسان قد استوطن منطقة العين منذ نهاية الأف الرابع قبل الميلاد. ويُستدل على ذلك بالبقايا الأثرية التي تم العثور عليها في منطقة جبل حفيت كالفخار والأدوات الحجرية والتي تعود إلى العصر البرونزي المبكر، وقد بلغ عمرها اليوم حوالي خمسة آلاف سنة، وهي تقدم أدلة عن البراعة والمهارات الحرفية للأسلاف الأوائل لسكان العين.
وأشار بعض المؤرخين إلى أن حضارة حفيت في العين هي جزء من حضارة ماجان القديمة في المنطقة. ويدل هذا الانتشار الحضاري الواسع على أهمية منطقة العين منذ ذلك التاريخ، وتم التنقيب في العشرات من هذه المدافن التي تبين بأنها تشبه بعضها البعض خلال فترة تجاوزت خمسة عقود من الزمن. وهذه المدافن أحادية التقسيم، أي أن الواحد منها يتكون من حجرة دفن واحدة ذات شكل دائري أو بيضوي مبنية من الأحجار المحلية غير المتناسقة وهي بذلك تختلف عن مدافن الفترة اللاحقة وحجرات المدافن التي تتكون من جدار دائري واحد، وفي كثير من الأحيان من جدارين أو أكثر ترتفع لثلاثة أو أربعة أمتار فوق سطح الأرض. كما تم العثور خلال عمليات التنقيب على قطع أثرية مثل الأواني الفخارية والخرز والدبابيس وتحف نحاسية، حيث تعتبر دليلاً على وجود تبادل تجاري مع حضارة بلاد الرافدين وبلاد فارس ووادي السند في تلك الحقبة، وتم العثور أيضاً على قطع أثرية تدل على أن المدافن أعيد استخدامها في عصور لاحقة وخصوصاً العصر الحديدي ومنها أواني مصنوعة من الحجر الأملس وخناجر ورؤوس حراب.

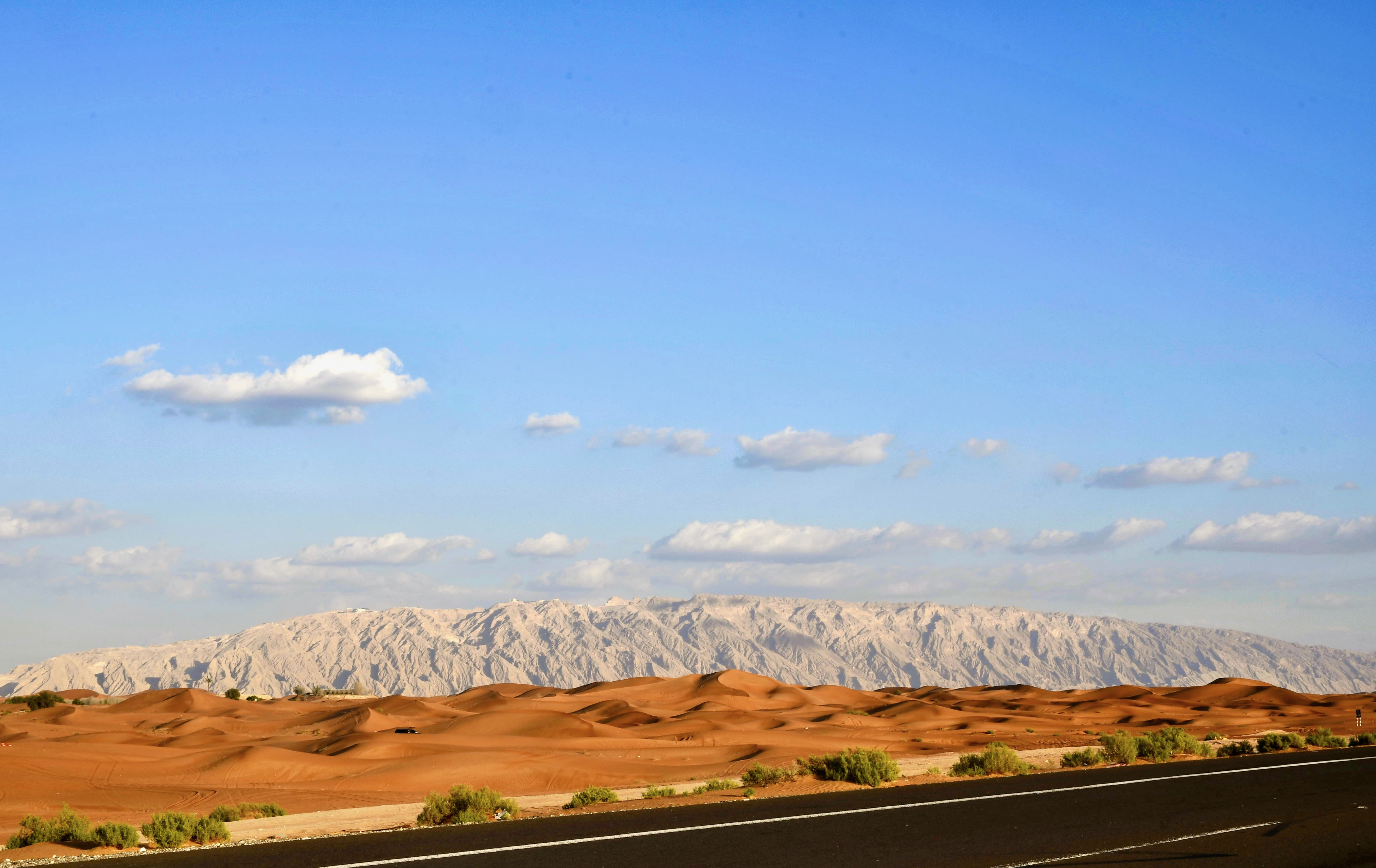
جبل حفيت مع الكثبان الرملية

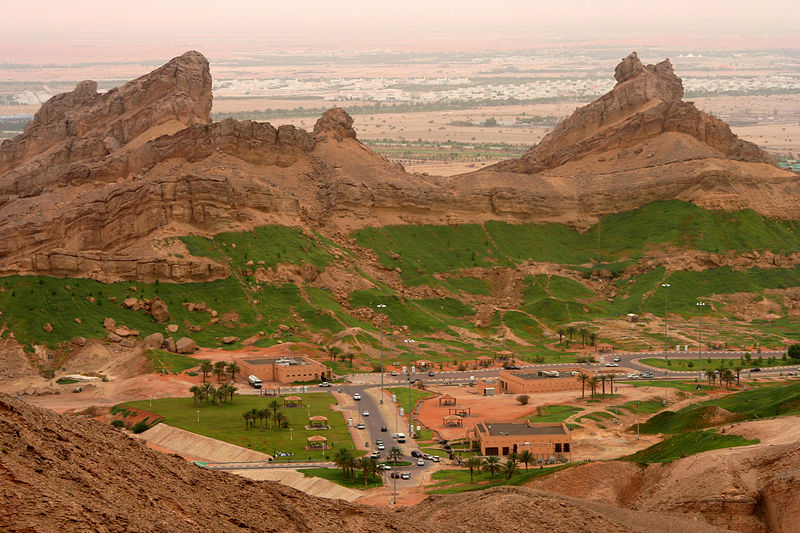
جبل حفيت

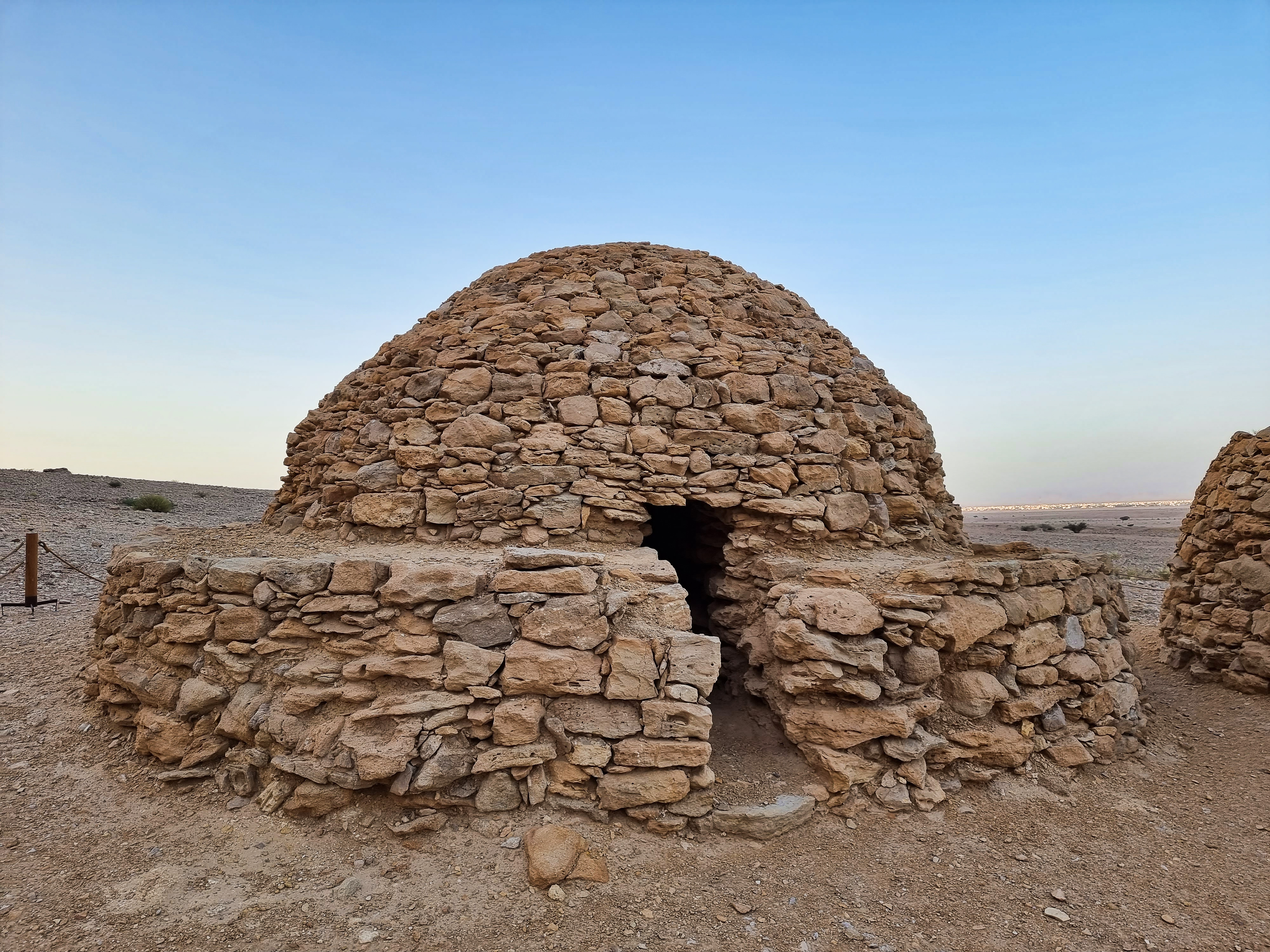
مدفن في جبل حفيت